# Міжнародний кодекс номенклатури культурних рослин
Міжнародний кодекс номенклатури культурних рослин (ICNCP) (англ. International Code of Nomenclature for Cultivated Plants) — посібник із правилами та положеннями для найменування культигенів, рослин, чиє походження або відбір зумовлено насамперед навмисною діяльністю людини. Він також відомий як Код культивованих рослин. Культигени, що належать до компетенції ICNCP, включають сорти, групи сортів та грекси. Усі організми, які традиційно вважаються рослинами (включаючи водорості та гриби) включені до ICNCP. Таксони, які отримують назву згідно ICNCP також буде включено до таксонів, названих відповідно до Міжнародного кодексу номенклатури водоростей, грибів та рослин.

## Коротка історія
Перше видання ICNCP було погоджено у 1952 році у Вагенінгені та опубліковано у 1953 році, після нього послідувало сім наступних видань – 1958 (Утрехт), 1961 (оновлення 1958), 1969 (Единбург), 1980 (Сіетл), 1995 (Единбург), 2004 (Торонто) і 2009 (Вагенінген). Дев’яте (останнє) видання було опубліковано у 2016 році (Пекін).
Ботанік Вільям Стерн вважав, що ідея створення ICNCP виникла на Міжнародному садівничому конгресі у Брюсселі у 1864 році, коли було представлено лист від Альфонса Декандоля до Шарля Жака Едуарда Моррена. Декандоль висловив точку зору  про те, що латинські назви слід зберігати для видів і сортів, які зустрічаються в дикій природі, а нелатинські або «химерні» назви використовувати для садових форм. Карл Кох підтримав цю позицію на Міжнародному ботанічному та садівничому конгресі у 1865 році та на Міжнародному ботанічному конгресі у 1866 році, де він запропонував, щоб майбутні конгреси мали справу з номенклатурними питаннями. Декандоль, який мав юридичну освіту, склав Lois de la Nomenclature botanique (правила ботанічної номенклатури). Після прийняття Міжнародним ботанічним конгресом у Парижі в 1867 році це стало першою версією сьогоднішнього Міжнародного кодексу ботанічної номенклатури (ICN).
Стаття 40 Lois de la Nomenclature botanique стосується назв культурних рослин:
Серед культурних рослин саджанці, схрещування [métis] невизначеного походження та види спорту отримують химерні назви загальноприйнятою мовою, максимально відмінні від латинських назв видів або сортів. Якщо їх можна віднести до ботанічного виду, підвиду чи різновиду, це вказує послідовність назв (Pelargonium zonale Mistress-Pollock)
Вимоги цієї статті діяли до 1935 року, а її основні положення залишаються в сучасному ICNCP 2009 року.
Перша версія була опублікована Королівським садівничим товариством у 1953 році у вигляді 29-сторінкового буклету під редакцією Вільяма Стерна. Поправки до ICNCP викликані висновками міжнародних симпозіумів з таксономії культивованих рослин, які враховують рішення, прийняті Міжнародною комісією з номенклатури культивованих рослин. Кожна нова версія містить короткий виклад змін, внесених до попередньої версії; зміни також були підсумовані за період з 1953 по 1995 рік.

## Приклади назв
ICNCP діє в рамках «Міжнародного кодексу номенклатури водоростей, грибів і рослин», який регулює наукові назви рослин. Нижче наведено кілька прикладів імен, які регулюються ICNCP.
- Clematis alpina 'Ruby': сорт в межах виду; епітет сорту береться в одинарні лапки з великої літери.
- Magnolia 'Elizabeth': вибраний клон (сорт) серед пулу гібридів між двома видами, Magnolia acuminata та Magnolia denudata.
- Rhododendron boothii Mishmiense Group: назва групи сортів; як назва групи сортів, так і слово «Група» пишуться з великої літери і не беруться в лапки.
- Paphiopedilum Maudiae 'The Queen': поєднання назви грексу і назви сорту; ім’я grex пишеться з великої літери, і в цьому випадку може супроводжуватися клоновою (культурною) назвою, наприклад «The Queen». Paphiopedilum Maudiae є гібридом між Paphiopedilum callosum та Paphiopedilum lawrenceanum. 'The Queen' - селекційний клон (сорт).
- Яблуня «Джонатан»: дозволено використання однозначної загальної назви з епітетом сорту.
- + Crataegomespilus: прищепа химери Crataegus і Mespilus

Потрібно зауважити, що ICNCP не регулює товарні знаки для рослин: товарні знаки регулюються законодавством відповідної країни. ICNCP також не регулює найменування сортів рослин в юридичному сенсі цього терміну.

## Торгові позначення
Багато рослин мають «торгові назви» або «маркетингові назви», а також назву сорту; ICNCP називає їх «торговими позначеннями». Лише назва сорту регулюється ICNCP. Вона повинна бути унікальною; відповідно до принципу пріоритету, це буде перша назва, яка опублікована або зареєстрована першовідкривачем або селекціонером сорту. Торговельні позначення не регулюються ICNCP; вони можуть відрізнятися в різних країнах. Таким чином німецький селекціонер троянд Реймер Кордес зареєстрував білу троянду в 1958 році як сорт 'KORbin'. Ця ж троянда продається у Сполученому Королівстві під торговою назвою "Iceberg", у Франції як "Fée des Neiges" та у Німеччині як "Schneewittchen".
Торгові позначення не беруться в одинарні лапки. ICNCP стверджує, що «торговельні позначення завжди слід типографічно відрізняти від епітетів сорту, групи сортів та грексів".  Таким чином, для цієї мети використовуються малі літери Syringa vulgaris Ludwig Spaeth (торгове позначення) відрізняється від S. vulgaris 'Andenken an Ludwig Späth' (назва сорту). Інші джерела, зокрема Королівське садівниче товариство використовуює інший шрифт для торгових назв, напр. Rosa Iceberg 'KORbin'.

## Виноски
1. ↑  "Dans les plantes cultivées, les semis, les métis d'origin obscure et les sports, reçoivent des noms de fantaisie, en langue vulgaire, aussi différents que possible des noms latins d'espèces ou de variétés. Quand on peut les rattacher à une espèce, à une sous espèce ou une variété botanique, on l'indique par la succession des noms (Pelargonium zonale Mistress-Pollock)."[8]. У сучасному стилі назву виду буде виділено курсивом, а назву сорту буде взято в лапки, напр. Pelargonium zonale 'Mistress Pollock'.